# Simon ben Cemáh Durán
Simon ben Cemáh Durán (héberül: שמעון בן צמח דוראן), rövidítve RaSBaC [Rabbi Simon Ben Cemáh, héberül: רשב"ץ], (Palma de Mallorca, 1361 – Algír, 1444) késő középkori észak-afrikai zsidó hittudós.

## Élete
Mallorcából származott, majd Észak-Afrikába költözött át, és ott telepedett le. Ismerte a zsidó irodalmon kívül a keresztény teológiát. Műveiben szem előtt tartotta a nyelvészeti és tudományos igazságokat, bár nem mindig érvényesíti következetesen őket.
A Talmud álláspontját minden más nézet fölé helyezi, ennek ellenére olykor a Kabbala területére téved. A Biblia-egzegézisben kitart a pésat mellett, például Jób könyvének kommentálásakor. Előadása módszeres, prózája kifogástalan, csak olykor a mesterkélt rímeltetés rontja meg. 
Támadta Izsák ben Séset döntvényeit egy-egy ellen-responzummal. Ugyanakkor Nahmanidésszel szemben védelmébe vette Maimonidész törvénykönyvét. Ebből a célból ő maga is összeállította a 613 ószövetségi zsidó parancsolatot Salamon ibn Gavirol azháráinak a szellemében. Maimonidész műveinek védelmezése indította Hászdái ben Júda Kreszkasz vallásfilozófiai kritikája ellen irányuló Ór Ha-Chájjim ('Az élet világossága') című művének megírására.
Vallásfilozófiával foglalkozik még a bibliai ősatyák mondásait etikai és művelődéstörténeti kitérések kapcsán magyarázó Mágen Ábótja ('Az atyák védőpajzsa'). Keresztény- és muszlim-ellenes viták találhatóak a Késet ve-rómachban ('Íj és dárda'). Az iszlám vallást ebben elsősorban egy 14. századi anonim Averroës-fordításból meríti.
Fia, Salamon ben Simon Durán is jelentős középkori zsidó hittudós lett.